# Émile Demagny
 (mai 2025).
Émile Demagny, né le 31 aout 1856 à Isigny-sur-Mer et mort le 20 octobre 1902 à Paris 8e, est un haut fonctionnaire français, conseiller d'État, secrétaire général du ministère de l'Intérieur, secrétaire général de la Légion d'honneur.
En tant que partisan de la République, il a préféré servir celle-ci comme conseiller d'État et secrétaire général au lieu de devenir ministre. Par les différentes positions qu'il a occupées, il a joué un grand rôle et exercé une influence considérable dans la politique quotidienne du parti républicain.

## Biographie
Fils d'un grand négociant d'Isigny, Demagny a débuté, tout jeune et par gout, dans la vie politique comme chef de cabinet du préfet de Seine-et-Oise, Albert de Girardin, dont il devait épouser, par la suite, la fille. D'abord attaché au cabinet du ministre de l'Intérieur, Ernest Constans, en 1880, il entre dans la diplomatie et devint ministre plénipotentiaire chargé de mission au quai d'Orsay. En 1883, il est sous-chef de cabinet de Waldeck-Rousseau, au ministère de l'Intérieur, avant d'intégrer le cabinet de Charles de Freycinet, au ministère de la Guerre. En 1885, il retourne à l'Intérieur comme chef de cabinet de François Allain-Targé. En 1889, il devient directeur du personnel au ministère de l'Intérieur (cabinet Constans) et ensuite conseiller d'État et secrétaire général de la Légion d'honneur.
Dans le dernier cabinet de Waldeck-Rousseau, dont il a été le collaborateur principal dans son œuvre de défense républicaine, il a obtenu une délégation pour exercer le poste important de secrétaire général de l'Intérieur. Avant de quitter le pouvoir, Waldeck-Rousseau l'a récompensé en l'élevant au grade de grand officier de la Légion d'honneur. Il a également été conseiller général du Calvados pour le canton d'Isigny, du 14 octobre 1894 à sa mort,.

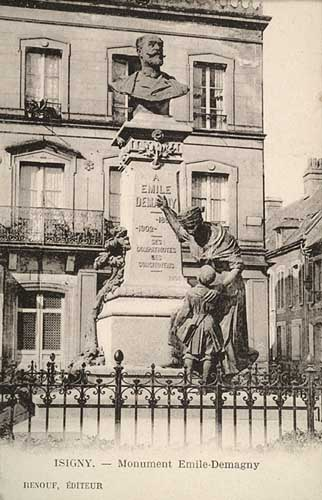
Buste de Bernstamm à Isigny.

Appartenant depuis 1895 au Conseil d'État, il a été investi, en 1898, d'une double délégation, celle de secrétaire général de la grande chancellerie de la Légion d'honneur et celle de secrétaire général du ministère de l'Intérieur. Quelques journaux lui ont reproché épisodiquement ce cumul. Ce n'est qu'après sa mort qu'on a su qu'il abandonnait généreusement tous les ans ses 20 000 francs d'appointements annuels de secrétaire de la Légion d'honneur au profit des trois établissements dépendant de la grande chancellerie de la Légion d'honneur dont la prospérité lui tenait particulièrement à cœur. Gardant tout le travail pour lui, il consacrait à ses œuvres charitables les émoluments d'un de ses emplois. Il n'a jamais voulu répondre ou laisser répondre ses amis au courant de ce détail.
Atteint depuis douze ans d'une maladie de reins, il a tenu à rester, malgré son état de santé chancelant, au ministère jusqu'au dernier moment. Ses trois dernières années de labeur incessant ont contribué à l'évolution rapide de la maladie dont il était atteint. Il est décédé prématurément des complications de sa maladie. Il laisse derrière lui son épouse, née de Girardin, et leurs deux jeunes filles. À l'issue de ses obsèques, au cours desquelles lui ont été rendus les honneurs militaires, et auxquelles assistaient de très nombreuses personnalités officielles, en l'église Saint-Pierre de Chaillot, il a été inhumé au cimetière de Passy.

## Hommages
La ville de Lisieux a renommé son boulevard d'Orbec à son nom. Léopold Bernstamm a réalisé son buste en bronze, sur l'ancienne place Gambetta. Inauguré en 1922, le buste et l'allégorie devant le piédestal ont été détruits, sous le prétexte de la mobilisation des métaux non ferreux, pendant le régime de Vichy, à la suite de quoi le piédestal du monument entouré d'une grille est resté vide.
- Grand officier de la Légion d'honneur le 29 mai 1902[3]
  - Chevalier le 30 décembre 1884, officier le 31 octobre 1889, commandeur le 12 juillet 1899[3]

## Publications
- Rapport sur l'application de la loi de rélégation pendant l'année 1891 ; 1892 ; 1893 ; 1894 ; 1895 ; 1896 ; 1897 ; 1898 ; 1900, Melun, Impr. administrative, 1889-1902, 12 vol. in-8º (OCLC 759638222).